# آخرین سفر (فیلم ۲۰۲۴)
آخرین سفر (سوئدی: Den sista resan) فیلم مستند سوئدی محصول سال ۲۰۲۴ به کارگردانی فیلیپ هامار و فردریک ویکینگسون است. این فیلم روایتگر سفر دو کارگردان به همراه لارس هامار، معلم بازنشسته فرانسوی و پدر فیلیپ (یکی از کارگردانان) به جنوب فرانسه است. فیلیپ و فردریک قصد دارند با تدارک این سفر، شوق زندگی را به لارس که سرزندگی‌اش را پس از بازنشستگی از دست داده، برگردانند.
این فیلم در سوئد به موفقیت چشمگیری دست یافته و به پربیننده‌ترین مستند تاریخ این کشور تبدیل شده است. آخرین سفر همچنین به‌عنوان نماینده رسمی سوئد برای شرکت در بخش جایزه اسکار بهترین فیلم بین‌المللی در نود و هفتمین دوره جوایز اسکار انتخاب شده است.

## داستان
لارس هامار پس از چهل سال تدریس به‌عنوان یک معلم فرانسوی محبوب در شوپینگ بازنشسته می‌شود. او شور و شوقی در خود نمی‌بیند و منفعل و بی‌رمق است. پسرش فیلیپ و بهترین دوستش فردریک، که مصمم‌اند امید و سرزندگی را به لارس برگردانند، او را سوار بر خودرو کرده تا به یک سفر جاده‌ای به کشور محبوبش فرانسه بروند.